# Lettere dalla Terra
Lettere dalla Terra (Letters from the Earth) è il titolo di una delle opere di Mark Twain pubblicate postume.

## Contenuto
Così, all'amico William Dean Howells, scriveva nel giugno 1906 Mark Twain.
Dei numerosi scritti di carattere irriverente e sacrilego composti negli ultimi anni della sua esistenza e, almeno in parte, mai pubblicati in vita, Lettere dalla Terra - uscito negli Stati Uniti solo nel 1962 - rappresentano la summa del pensiero scettico e irreligioso di Twain, il precipitato delle sue riflessioni dissacratorie su Dio, l'uomo, l'universo, e al tempo stesso un abile esempio di scrittura non addomesticabile.
La mancata pubblicazione quando l'autore era in vita fu probabilmente dovuta alla critica delle religioni in essa contenuta, ed in particolare del Cristianesimo. L'opera contiene una serie di lettere scritte dall'arcangelo Satana ad un altro arcangelo, Gabriele, riguardo alle sue osservazioni su come vadano le cose sulla Terra. Le lettere esplorano sia il comportamento dell'uomo che la natura delle sue religioni.

## Traduzioni italiane
Lettere dalla Terra, a cura di Romolo Giovanni Capuano, Liberilibri, Macerata 2004. ISBN 88-85140-63-7.